# Cantorchilus semibadius
El cucarachero ribereño (Cantorchilus semibadius), también conocido como ratona del río o soterrey pechibarreteado (en Costa Rica), es una especie de ave paseriforme en la familia Troglodytidae nativa de América Central.

## Distribución geográfica yhábitat
Habita en bosques de tierras bajas del suroeste de Costa Rica y el oeste de Panamá.